# Raxifabia minuta
Raxifabia minuta is een mosdiertjessoort uit de familie van de Bifaxariidae. De wetenschappelijke naam van de soort is, als Bifaxaria minuta, voor het eerst geldig gepubliceerd in 1884 door Busk.